# Pál Borbély
Pál Borbély (17 settembre 1928 – 22 agosto 2013) è stato un cestista ungherese.

## Carriera
Con l'Ungheria ha disputato i Campionati europei del 1957, segnando 53 punti in 10 partite.